# روبرت سبيكمان
روبرت سبيكمان (بالإنجليزية: Robert Speakman)‏ هو مدرب كرة قدم ولاعب كرة قدم بريطاني في مركز الهجوم، ولد في 5 ديسمبر 1980 في سوانزي في المملكة المتحدة. لعب مع نادي إكزتر سيتي.

## وصلات خارجية
- روبرت سبيكمان على موقع قاعدة بيانات كرة القدم.إي يو (الإنجليزية)
- روبرت سبيكمان على موقع Soccerbase.com (لاعب) (الإنجليزية)